# Ecuación de Chebyshev
La ecuación de Chebyshev es la ecuación diferencial lineal de segundo orden.
{\displaystyle (1-x^{2}){d^{2}y \over dx^{2}}-x{dy \over dx}+p^{2}y=0}
donde p es una constante real (o compleja). La ecuación lleva el nombre del matemático ruso Pafnuty Chebyshev.
Las soluciones se pueden obtener por series de potencias:
{\displaystyle y=\sum _{n=0}^{\infty }a_{n}x^{n}}
donde los coeficientes obedecen la relación de recurrencia
{\displaystyle a_{n+2}={(n-p)(n+p) \over (n+1)(n+2)}a_{n}.}
La serie converge para {\displaystyle |x|<1} (nota, x puede ser complejo), como se puede ver aplicando el criterio de d'Alembert a la recurrencia.
La recurrencia puede comenzar con valores arbitrarios de a0 y a1, lo que lleva al espacio bidimensional de soluciones que surge de ecuaciones diferenciales de segundo orden. Las opciones estándar son:
a0 = 1 ; a1 = 0, conducen a la solución
{\displaystyle F(x)=1-{\frac {p^{2}}{2!}}x^{2}+{\frac {(p-2)p^{2}(p+2)}{4!}}x^{4}-{\frac {(p-4)(p-2)p^{2}(p+2)(p+4)}{6!}}x^{6}+\cdots }
y
a0 = 0 ; a1 = 1, conducen a la solución
{\displaystyle G(x)=x-{\frac {(p-1)(p+1)}{3!}}x^{3}+{\frac {(p-3)(p-1)(p+1)(p+3)}{5!}}x^{5}-\cdots .}
La solución general es cualquier combinación lineal de estas dos.
Cuando p es un número entero no negativo, una u otra de las dos funciones tiene su serie acabada con un número finito de términos: F termina si p es par y G termina si p es impar. En este caso, esa función es un polinomio de grado p y es proporcional al polinomio de Chebyshev de primer tipo
{\displaystyle T_{p}(x)=(-1)^{p/2}\ F(x)\,} si p es par
{\displaystyle T_{p}(x)=(-1)^{(p-1)/2}\ p\ G(x)\,} si p es impar